# Carence en vitamine A

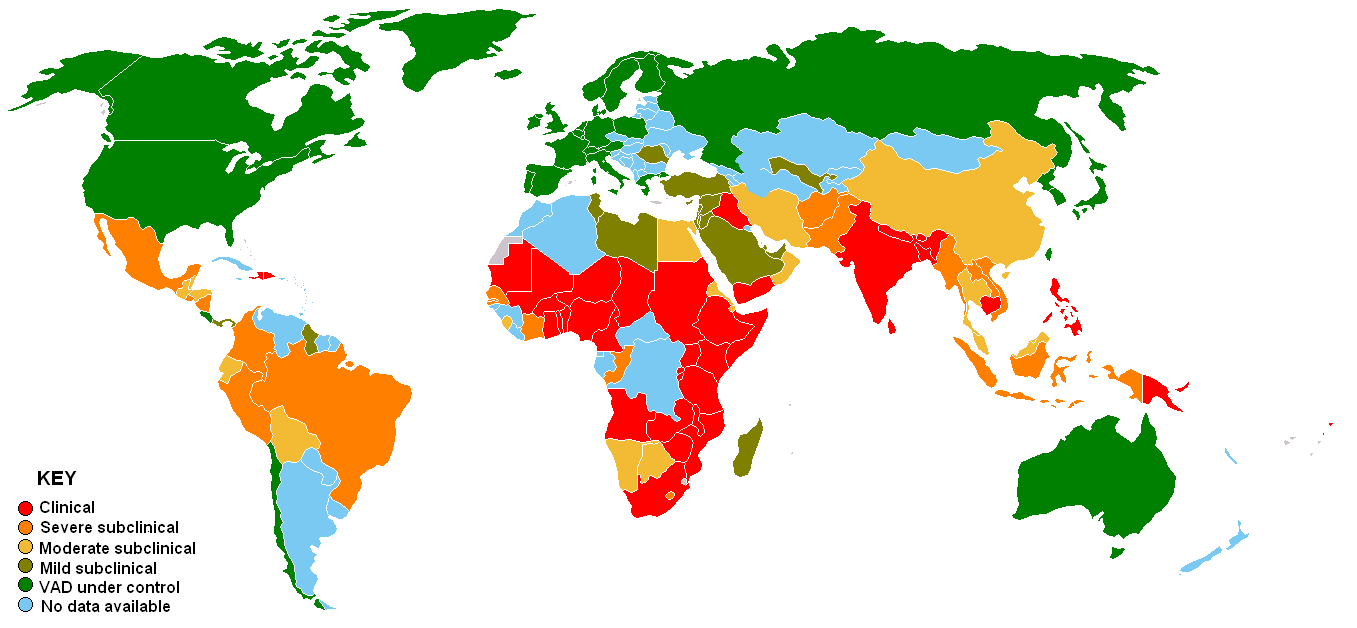
Prévalence de la carence en vitamine A dans le monde (1995).

La carence en vitamine A, ou hypovitaminose A, est un manque de vitamine A dans le sang et dans les  tissus biologiques. Cette carence est courante dans les pays les plus pauvres, en particulier chez les enfants et les femmes en âge de procréer, mais est rarement observée dans les pays plus développés. L'héméralopie (cécité nocturne) est l'un des premiers signes de la carence en vitamine A. La xérophtalmie, la kératomalacie et une cécité totale peuvent également se produire, car la vitamine A joue un rôle majeur dans la  phototransduction. Les trois formes de vitamine A sont les rétinols, les bêta-carotènes et les caroténoïdes.